# Arany szövőmadár
Az arany szövőmadár (Ploceus subaureus) a madarak osztályának a verébalakúak (Passeriformes) rendjéhez, ezen belül a szövőmadárfélék (Ploceidae) családjához tartozó faj.

## Előfordulása
Kenya, Malawi, Mozambik, Szomália, a Dél-afrikai Köztársaság, Szváziföld és Tanzánia területén honos.